# Xuhaitu (socken i Kina, lat 40,23, long 110,87)
Xuhaitu (kinesiska: 蓿亥图, 蓿亥图乡) är en socken i Kina. Den ligger i den autonoma regionen Inre Mongoliet, i den norra delen av landet, omkring 93 kilometer sydväst om regionhuvudstaden Hohhot.
Genomsnittlig årsnederbörd är 605 millimeter. Den regnigaste månaden är juli, med i genomsnitt 171 mm nederbörd, och den torraste är januari, med 2 mm nederbörd.